# Vox le Terrible
 (février 2023).
Si vous disposez d'ouvrages ou d'articles de référence ou si vous connaissez des sites web de qualité traitant du thème abordé ici, merci de compléter l'article en donnant les références utiles à sa vérifiabilité et en les liant à la section « Notes et références ».
 (avril 2025).
Vox le Terrible (en anglais : Vox) est un roman fantastique britannique  de Paul Stewart et Chris Riddell. C’est le cinquième volume des Chroniques du bout du monde et le second de la Trilogie de Rémiz. Il est paru en anglais en 2003 et a été traduit en français en 2005.